# William Eastcott
William Eastcott (n. 22 septembrie 1883, Toronto, Ontario, Canada – d. 22 august 1972, Grand Rapids, Michigan, SUA) a fost un trăgător de tir ce a reprezentat Canada, medaliat olimpic. A participat la o ediție a Jocurilor Olimpice (1908) în care a câștigat o medalie de bronz.

## Participări
Lista de mai jos prezintă principalele competiții la care a participat William Eastcott de-a lungul carierei.
- shooting at the 1908 Summer Olympics – men's military rifle, team[*]